# Нікола Бор
Нікола Бор (рос. Никола Бор) — присілок в Торжоцькому районі Тверської області Російської Федерації.
Населення становить 0 осіб. Входить до складу муніципального утворення Тверецьке сільське поселення.

## Історія
Від 2005 року входить до складу муніципального утворення Тверецьке сільське поселення.

## Населення
| 1859 | 2002 | 2010 |
| ---- | ---- | ---- |
| 18   | ↘2   | ↘0   |